# Jack Cohen (Biologe)
Jack Cohen (* 19. September 1933; † 6. Mai 2019) war ein britischer Biologe (hauptsächlich im Bereich Reproduktion), der auch durch seine populärwissenschaftlichen Bücher und seine Mitarbeit an Science-Fiction-Literatur bekannt wurde.

## Schriften
- The Science of Discworld, mit Ian Stewart und Terry Pratchett
- The Science of Discworld II: The Globe, mit Ian Stewart und Terry Pratchett
- The Science of Discworld III: Darwin's Watch, mit Ian Stewart und Terry Pratchett
- Figments of Reality, mit Ian Stewart
- The Collapse of Chaos, mit Ian Stewart
- Evolving the Alien: The Science of Extraterrestrial Life, mit Ian Stewart. Die amerikanische und die zweite Ausgabe wurden publiziert unter dem Namen What Does a Martian Look Like? The Science of Extraterrestrial Life
- Wheelers, mit Ian Stewart (Fiction)
- Heaven (Fiction), mit Ian Stewart, ISBN 0-446-52983-4, Aspect (May 2004)
- Living Embryos, Pergamon (1967)
- Reproduction, Butterworths (1977)
- Spermatozoa, Antibodies and Infertility (1978) mit W. F. Hendry
- Living Embryos (1981) mit B. D. Massey
- Animal Reproduction: parents making parents (1984) mit B. D. Massey
- The Privileged Ape (1989)
- Stop Working and Start Thinking (2000) mit Graham Medley